# Karkówka (województwo podkarpackie)
Karkówka – kolonia w Polsce położona w województwie podkarpackim, w powiecie stalowowolskim, w gminie Zaklików.
W latach 1975–1998 miejscowość administracyjnie należała do województwa tarnobrzeskiego.